# حقل اللحيس
حقل اللحيس هو حقل نفط وغاز عراقي في مقاطعة البادية الجنوبية في غرب ناحية سفوان في محافظة البصرة جنوب العراق، في نطاق الزبير الثانوي ضمن نطاق وادي الرافدين الجغرافي، المسافة بينه وبين شمال غرب مدينة البصرة 80 أو 100 كيلومتر، طوله 20 كيلومتراً، وعرضه 5 كيلومترات شمالاً و10 كيلومترات وسَطاً وجنوباً، مساحته 900 كيلومتر مربع، اكتشف الحقل سنة 1961 الميلادية، وأُنفقَ منذئذٍ على استثماره تسعة ملايين دينار عراقي، وافتتح في 7 نيسان سنة 1978، ونفطه جيّد، قُدّر احتياطي الحقل أنه حوالي 1,354 مليار برميل، كانت طاقته الإنتاجية الأولية السنوية مليونين وخمسمئة ألف طن، ثم ذُكر أنها بلغت 50 ألف برميل نفط يومياً حتى سنة 1991 حين دمّرت الحقلَ قواتُ التحالف الدولي أثناء حرب تحرير الكويت، وفي 5 تشرين الثاني سنة 1997 أعلن عن استئناف الإنتاج ومقداره 50 ألف برميل، وفي سنة 2008 بلغ إنتاج الحقل 50 ألف برميل، وفي 12 أيلول سنة 2012 بلغ إنتاج الحقل 70 ألف برميل نفط يومياً، وفي تموز 2016 بلغ 90 ألف برميل، قالت وزارة النفط يوم 10 حزيران سنة 2017 إن إنتاج الحقل بلغ 100 ألف برميل نفط يومياً، و35 مليون قدم مكعب قياسي غاز يومياً يُتخذ لتوليد الكهرباء، وفي سنة 2018 أُعلنَ عن إزالة 70% من المخلفات الحربية من أرض الحقل، خط الطول 19' 14ْ 47ْ 47ْ، وخط العرض 24' 13ْ 30' 30ْ، ضَعُفَ الإنتاج بين سنة 1980 و1988 من جرّاء الحرب العراقية الإيرانية، يُصدّر نفط اللحيس عن طريق ميناء الفاو، تُشرف على الحقل شركة نفط البصرة، المسافة 30 كيلومتراً بين جنوب شرق حقل صبة وبين حقل اللحيس، منطقة اللحيس زراعية ذات مياه جوفية غزيرة، تكثر فيها زراعة الثوم والبصل والرقي، والبطيخ.

## آبار الحقل
آبار الحقل 20 بئراً، حُفرت بين سنة 1961، وسنة 1990 سعياً للإنتاج من مكمنَي نهر بن عمر وحقل الزبير.
| الاسم   | سنة الحفر |
| لحيس 1  | 1961      |
| لحيس 2  | 1972      |
| لحيس 3  | 1972      |
| لحيس 4  | 1974      |
| لحيس 5  | 1974      |
| لحيس 6  | 1975      |
| لحيس 7  | 1975      |
| لحيس 8  | 1978      |
| لحيس 9  | 1975      |
| لحيس 10 | 1975      |
| لحيس 11 | 1976      |
| لحيس 12 | 1976      |
| لحيس 13 | 1978      |
| لحيس 14 | 1978      |
| لحيس 15 | 1979      |
| لحيس 16 | 1979      |
| لحيس 17 | 1979      |
| لحيس 18 | 1979      |
| لحيس 19 | 1979      |
| لحيس 20 | 1979      |
| لحيس 21 | 1986      |
| لحيس 22 | 1990      |